# Juha Kankkunen

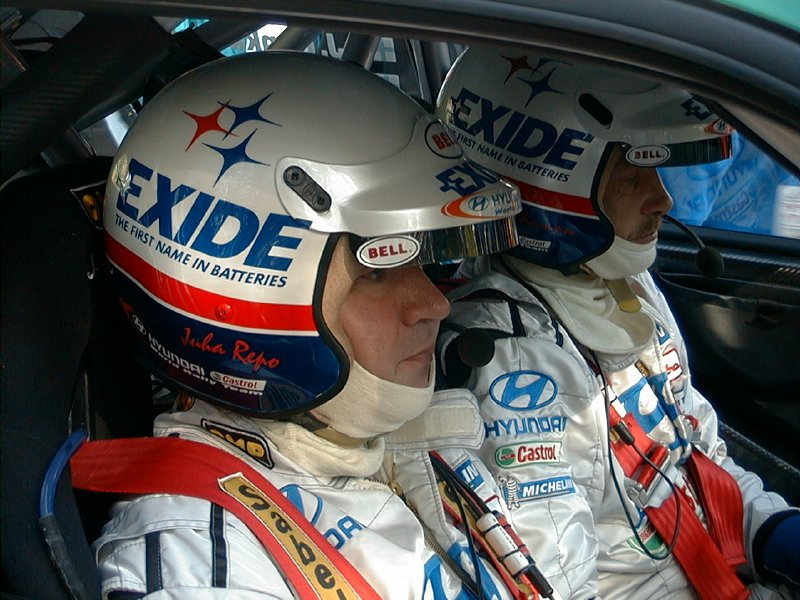
Imatge de Juha Kankkunen al Ral·li de Finlàndia de 2001.

Juha Kankkunen, conegut també com a KKK, (Laukaa, Finlàndia, 2 d'abril de 1959 a) és un pilot de ral·lis finlandès actualment retirat, guanyador del Campionat Mundial de Ral·lis els anys 1986, 1987, 1991 i 1993, on va aconseguir 23 victòries i 75 podis. Guanyador del Ral·li Dakar l'any 1988. Es va retirar el 2002 va iniciar la seva carrera política com fes el seu compatriota i també pilot, Ari Vatanen.

## Trajectòria
Juha Kankkunen debuta en el Campionat Mundial de Ral·lis l'any 1979 al Ral·li de Finlàndia. Disputa diferents ral·lis del Mundial de forma puntual, aconseguint la seva primera victòria al Ral·li Safari de l'any 1985 amb un Toyota Celica TCT.
La seva primera temporada completa al Campionat Mundial la realitza l'any 1986 amb un Peugeot 205 Turbo 16 E2 del equip oficial Peugeot. Aconsegueix tres victòries i guanya el seu primer títol mundial. La següent temporada, la 1987, la disputa amb un Lancia Delta HF 4WD, revalidant el seu títol mundial.
Després d'un pas de dues temporades a Toyota on acaba tercer del Mundial 1989, l'any 1990 retorna a Lancia, on l'any 1991 tornaria a guanyar el Campionat Mundial, quedant-ne subcampió al 1992 per darrere de Carlos Sainz.
L'any 1993, amb la retirada de Lancia del Mundial, Kankkunen retorna a Toyota, alçant-se aquest cop si amb el títol mundial, el quart de la seva carrera.
Quan l'any 1995 Toyota queda desqualificada del Campionat Mundial, Kankkunen es queda sense possibilitat de disputar el Mundial del 1996, perdent-se també l'inici del Mundial de 1997, quan a mitja temporada acaba fitxant pel Ford World Rally Team en substitució d'Armin Schwarz. En aquella mitja temporada Kankkunen aconsegueix diversos podis, acabant el Mundial en quarta posició, la qual repetiria al següent any, de nou amb Ford.
La temporada 1999 fitxa per Subaru, debutant amb podi al Ral·li de Monte-Carlo i guanyant dos ral·lis en aquella primera temporada.
Les temporades 2001 i 2002, les últimes en competició, les realitzaria amb l'equip Hyundai.
Puntualment, l'any 2010 realitzaria el Ral·li de Finlàndia amb un Ford Focus WRC del equip M-Sport, finalitzant en vuitena posició.

## Victòries al WRC
| Núm vict. | Ral·li                  | Any                    |
| --------- | ----------------------- | ---------------------- |
| 4         | Ral·li d'Austràlia      | 1989, 1990, 1991, 1993 |
| 3         | Ral·li Safari           | 1985, 1991, 1993       |
| 3         | RAC Ral·li              | 1987, 1991, 1993       |
| 3         | Ral·li de Finlàndia     | 1991, 1993, 1999       |
| 2         | Ral·li Acròpolis        | 1986, 1991             |
| 2         | Ral·li de Portugal      | 1992, 1994             |
| 2         | Ral·li de l'Argentina   | 1993, 1999             |
| 1         | Ral·li de Costa d'Ivori | 1985                   |
| 1         | Ral·li de Suècia        | 1986                   |
| 1         | Ral·li de Nova Zelanda  | 1986                   |
| 1         | Ral·li Olympus          | 1987                   |